# Dorottya Faluvégi
Dorottya Faluvégi (* 31. März 1998 in Budapest, Ungarn) ist eine ungarische Handballspielerin, die dem Kader der ungarischen Nationalmannschaft angehört.

## Karriere
Dorottya Faluvégi begann das Handballspielen bei Pilisvörösvár. Im Jahre 2010 schloss sie sich dem ungarischen Verein Ferencváros Budapest an. Nachdem die Außenspielerin in der Saison 2015/16 an MTK Budapest ausgeliehen worden war, kehrte sie zu Ferencváros zurück. Mit Ferencváros gewann die Linkshänderin 2017 den ungarischen Pokal. Im Sommer 2019 wechselte sie zum ungarischen Verein Győri ETO KC. Mit Győri ETO KC gewann sie 2021 den ungarischen Pokal sowie 2022 und 2023 die ungarische Meisterschaft. In der Saison 2023/24 stand sie beim deutschen Bundesligisten SG BBM Bietigheim unter Vertrag. Mit Bietigheim gewann sie 2024 die deutsche Meisterschaft. Im Sommer 2024 schloss sie sich mit der Profimannschaft der SG BBM Bietigheim dem Verein HB Ludwigsburg an. Mit Ludwigsburg gewann sie 2025 sowohl die deutsche Meisterschaft als auch den DHB-Pokal. Faluvégi hat sich Ende April 2025 im Training das vordere Kreuzband und den Meniskus gerissen. Die ungarische Rechtsaußen-Spielerin wird dadurch monatelang ausfallen.
Dorottya Faluvégi belegte 2015 und 2017 bei der U-19-Europameisterschaft jeweils den 4. Platz. Faluvégi gewann 2018 die U-20-Weltmeisterschaft und wurde zusätzlich in das All-Star-Team gewählt. Am 25. März 2018 bestritt sie gegen die Niederlande ihr Debüt für die ungarische Nationalmannschaft. Bei der Europameisterschaft 2024 gewann sie die Bronzemedaille.

## Sonstiges
Ihr Bruder Rudolf Faluvégi spielt ebenfalls professionell Handball.